# Lilly Charlemont
Lilly (Cornelia Maria Luise) Charlemont (* 2. April 1890 in Wien; † 1. November 1981 ebenda) war eine österreichische Malerin.

## Leben und Werk
Die Tochter des Malers Hugo Charlemont erhielt ihre erste Ausbildung von ihrem Vater. Anschließend studierte sie an der Wiener Kunstschule für Frauen und Mädchen bei Adalbert Seligmann und besuchte fünf Jahre lang die Malschule von Franz Hohenberger und Ferdinand Kruis. 1923 erhielt sie den Hermine-Lang-Laris-Förderungspreis, 1942 wurde sie Mitglied der Vereinigung bildender Künstlerinnen Österreichs (VBKÖ) und später deren Vizepräsidentin. Charlemont betrieb ein Atelier im 3. Bezirk und schuf Landschaften und Porträts. Sie unternahm Reisen nach Italien, Deutschland, Schweiz, Frankreich und Ungarn. Zusammen mit ihrem Vater besuchte sie mehrfach die Inselgruppe Brioni in Istrien im österreichischen Küstenland, heute Brijuni, als diese noch im Privatbesitz waren. Dort entstanden einige der Bilder der beiden Künstler, unter anderem für das örtliche Hotel. Im Sommer hielt Lilly Charlemont sich häufig in Deutsch-Brodersdorf auf. Ihre Werke stellte sie unter anderem im Rahmen der VBKÖ sowie im Künstlerhaus aus.

## Werke (Auswahl)
- Porträt des Vaters, 1913
- Truthühner und anderes Geflügel unterm Quittenstrauch, 1913
- Straße in Deutsch-Brodersdorf an der Leitha, 1917
- Am Nachtkastel, 1918
- Drüben, wo der See so grün, 1919
- Hühner im Stall, 1919
- Sonnenblumen, 1921
- Kreuzgang in Brixen, 1921
- Porträt des Vaters, 1923, ausgezeichnet mit Hermine-Lang-Laris-Förderpreis
- Schweizer Landschaft, um 1923, Aquarell auf Papier, 36 × 41 cm, Signatur rechts unten: LILLY CHARLEMONT, seit 1987 in der Sammlung des Belvedere[1]
- Meeresstille, 1924, Tempera
- Stillleben mit Rosen, 1925
- Bildnis der Mutter, 1926
- Berglandschaft, 1926
- Gletscher, 1930, Öl
- Seelandschaft, 1933
- Waldgrund, 1935
- Kellersberg am Großglockner mit Pasterzenabsturz, 1939
- Steirische Landschaft, 1947
- Schneeschmelze, 1947